# Holocentropus spurius
Holocentropus spurius là một loài Trichoptera hóa thạch trong họ Polycentropodidae.